# قرار مجلس الأمن التابع للأمم المتحدة رقم 265
قرار مجلس الأمن التابع للأمم المتحدة رقم 265، الصادر في 1 أبريل 1969، بعد إعادة تأكيد القرار 248، أدان إسرائيل على هجماتها الجوية المتعمدة على قرى الأردن في انتهاك صارخ لميثاق الأمم المتحدة وقرارات وقف إطلاق النار واستنكر فقدان المدنيين الحياة والأضرار التي لحقت بالممتلكات.
اعتُمد القرار بأغلبية 11 صوتاً؛ امتنعت كولومبيا وباراغواي والمملكة المتحدة والولايات المتحدة عن التصويت.